# Woodiellantha
Woodiellantha es un género de plantas fanerógamas  perteneciente a la familia de las anonáceas. Tiene dos especies que son nativas de Borneo.

## Taxonomía
El género fue descrito por Stephan Rauschert y publicado en Taxon 31(3): 555. 1982.

## Especies
| - Woodiellantha grandifolia - Woodiellantha sympetala |